# Waubay
Waubay és una població dels Estats Units a l'estat de Dakota del Sud. Segons el cens del 2000 tenia 662 habitants.

## Demografia
Segons el cens del 2000, Waubay tenia 662 habitants, 275 habitatges, i 168 famílies. La densitat de població era de 175,1 habitants per km².
Dels 275 habitatges en un 26,2% hi vivien nens de menys de 18 anys, en un 44,7% hi vivien parelles casades, en un 11,6% dones solteres, i en un 38,9% no eren unitats familiars. En el 34,5% dels habitatges hi vivien persones soles el 19,6% de les quals corresponia a persones de 65 anys o més que vivien soles. El nombre mitjà de persones vivint en cada habitatge era de 2,38 i el nombre mitjà de persones que vivien en cada família era de 3,06.
Per edats la població es repartia de la següent manera: un 28,4% tenia menys de 18 anys, un 5,4% entre 18 i 24, un 19,6% entre 25 i 44, un 22,4% de 45 a 60 i un 24,2% 65 anys o més.
L'edat mediana era de 43 anys. Per cada 100 dones de 18 o més anys hi havia 78,9 homes.
La renda mediana per habitatge era de 25.395 $ i la renda mediana per família de 30.833 $. Els homes tenien una renda mediana de 26.528 $ mentre que les dones 18.281 $. La renda per capita de la població era de 15.746 $. Entorn del 19,5% de les famílies i el 27,6% de la població estaven per davall del llindar de pobresa.

## Poblacions més properes
El següent diagrama mostra les poblacions més properes.